# Buławka spłaszczona

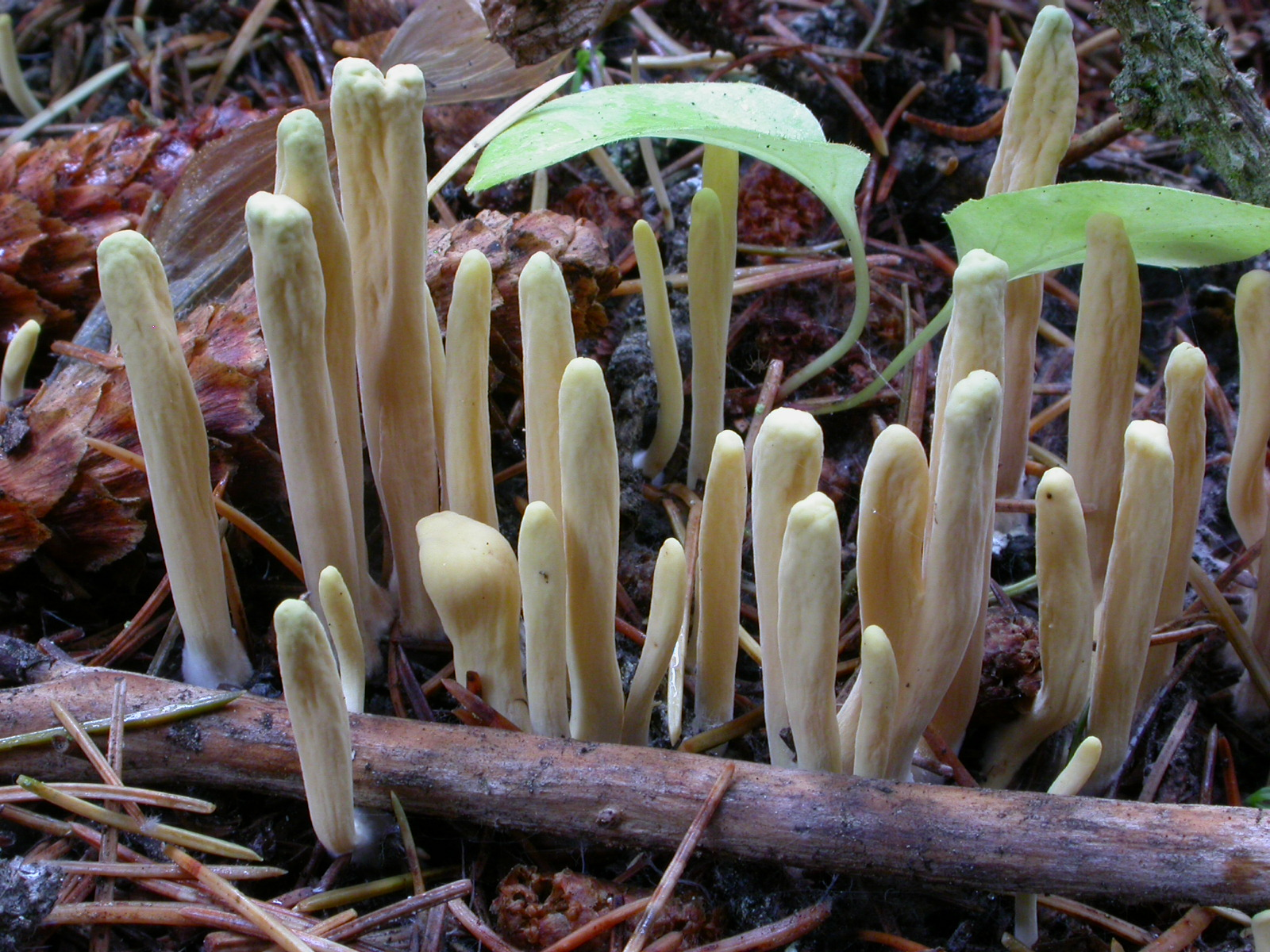

Buławka spłaszczona (Clavariadelphus ligula (Schaeff.) Donk) – gatunek grzybów należący do rodziny buławkowatych (Clavariadelphaceae).

## Systematyka i nazewnictwo
Pozycja w klasyfikacji według Index Fungorum: Clavariadelphaceae, Gomphales, Phallomycetidae, Agaricomycetes, Agaricomycotina, Basidiomycota, Fungi.
Po raz pierwszy takson ten zdiagnozował w 1774 r. Jacob Christian Schaeffer nadając mu nazwę Clavaria ligula. Obecną, uznaną przez Index Fungorum nazwę nadał mu w 1933 r. Marinus Anton Donk, przenosząc go do rodzaju Clavariadelphus.
Synonimy naukowe:
- Clavaria ligula Schaeff. 1774
- Clavaria ophioglossoides Batsch 1783[2].

Nazwę polską podali Barbara Gumińska i Władysław Wojewoda w 1983 r. W polskim piśmiennictwie mykologicznym gatunek ten opisywany był też jako goździeniec łopatkowaty i buławnik spłaszczony.

## Morfologia
Owocnik
Wysokości 5–8 cm. Cylindryczny do maczugowatego, często nieregularnie spłaszczony. Barwa żółtokremowa, z wiekiem czerwonawobrązowa. Podstawa biaława, filcowata. Powierzchnia hymenalna gładka lub wzdłużnie pomarszczona.
Miąższ
Biały, jędrny, elastyczny, niezmieniający barwy. Zapach i smak słabo wyczuwalny
Zarodniki
Podłużnie eliptyczne, bezbarwne, gładkie, o średnicy 8–14 × 3–5 µm.

## Występowanie i siedlisko
Notowany w Ameryce Północnej, Europie i Azji. W Polsce podano 37 jego stanowisk. Znajduje się na Czerwonej liście roślin i grzybów Polski. Ma status V – gatunek narażony. Znajduje się na listach gatunków zagrożonych także w Belgii i Niemczech. W latach 1995–2004 objęty był ochroną częściową, w latach 2004–2014 – ochroną ścisłą, od 2014 roku znów ochroną częściową.
Naziemny grzyb ektomykoryzowy tworzący symbiozę ze świerkiem. Owocniki tworzy od sierpnia do października, w dużych grupach w lasach iglastych, zazwyczaj świerkowych; dość rzadko.

## Gatunki podobne
Buławka pałeczkowata (Clavariadelphus pistillaris), buławka obcięta (Clavariadelphus truncatus), które tworzą większe owocniki. Podobna jest również buławka rurkowata (Typhula fistulosa). Odróżnia się dłuższymi i bardziej smukłymi owocnikami (osiągają wysokość do 30 cm i średnicę do 0,8 cm) oraz siedliskiem – rozwija się głównie na drewnie olszy i brzozy.